# Джоаким, Агнес
Агнес Джоаким (Ашхен Овакимян) (7 апреля 1854, Сингапур — 2 июля 1899, Сингапур) — английская и сингапурская учёная-садовод армянского происхождения. Вывела знаменитый сорт орхидей «Ванда мисс Джоаким», являющийся символом Сингапура.

## Биография
Агнес родилась в Сингапуре 7 апреля 1854 году в богатой семье Барсега и Урелии Джоаким. В семье Барсега и Урелии было одиннадцать детей, Агнес была старшей дочерью и вторым по старшинству ребёнком. Отец Агнес — Барсег — был коммерческим и торговым агентом в Сингапуре и известным филантропом, имел значительную собственность и инвестиции, которые перешли всей семье после его внезапной смерти в 1872 году. Мать Урелия занималась садоводством. Дед Агнес по матери Исаия Захария был одним из первых членов Сингапурской торговой палаты, а также главой местной армянской общины.
Агнес, как и её мать, была увлечена садоводством и являлась активным членом армянской общины. Она выращивала свои орхидеи в саду семейного имения в Tanjong Pagar. Ежегодно участвуя в цветочных выставках, Агнес собрала внушительную коллекцию наград. Всего с 1893 по 1895 годы она завоевала на трёх ежегодных сингапурских выставках в общей сложности двадцать семь первых мест и пятнадцать вторых. Славу же она приобрела в 1899 году, когда на цветочной выставке была представлена выведенная ею орхидея, которая позже получила имя своей создательницы «Ванда мисс Джоаким». В том же 1899 году, спустя три месяца после награждения, Агнес умерла от рака. Похоронена на кладбище Bukit Timah, а в середине XX в/ надгробная плита с места её захоронения была перенесена во двор армянской церкви Святого Григория Просветителя
В 1947 году цветок «Ванда мисс Джоаким» был выбран эмблемой Прогрессивной партии, а в 1981 году — национальным цветком, символом всего Сингапура.